# Coryphaenoides asprellus
Coryphaenoides asprellus es una especie de pez de la familia Macrouridae en el orden de los Gadiformes.

## Morfología
• Los machos pueden llegar alcanzar los 51,5 cm de longitud total.

## Hábitat
Es un pez de aguas profundas que vive entre 1.500-2.290 m de profundidad.

## Distribución geográfica
Se encuentra en la costa noroeste de Australia e Indonesia.